# Шуленбург, Вернер фон дер
Граф Фридрих-Вернер Эрдманн Маттиас Иоганн Бернгард Эрих фон дер Шуленбург (нем. Friedrich-Werner Erdmann Matthias Johann Bernhard Erich Graf von der Schulenburg; 20 ноября 1875, Кемберг, Саксония-Анхальт — 10 ноября 1944 или 9 ноября 1944, Плётцензее или Берлин) — немецкий дипломат, посол Германии в СССР (1934—1941). Участник заговора 20 июля против Адольфа Гитлера.

## Семья и образование
Представитель древнего немецкого дворянского рода, ведущего своё начало от рыцаря-крестоносца Вернера фон дер Шуленбурга, убитого в 1119 году. Сын оберст-лейтенанта (подполковника) графа Бернхарда фон дер Шуленбурга (1839—1902). Окончил гимназию Вильгельма в Брауншвейге (1894). В 1895 году служил вольноопределяющимся в 9-м Потсдамском полку. Изучал государственное право в университетах Лозанны, Мюнхена и Берлина, в 1900 году получил степень доктора государственно-правовых наук. 
В 1908—1910 годах был женат на Елизавете фон Соббе (1875—1955). В этом браке родилась дочь Криста-Вернфридис нем. Christa-Wernfriedis. В 1930-х годах фон дер Шуленбург приобрёл крепость Фалькенберг.

## Дипломат

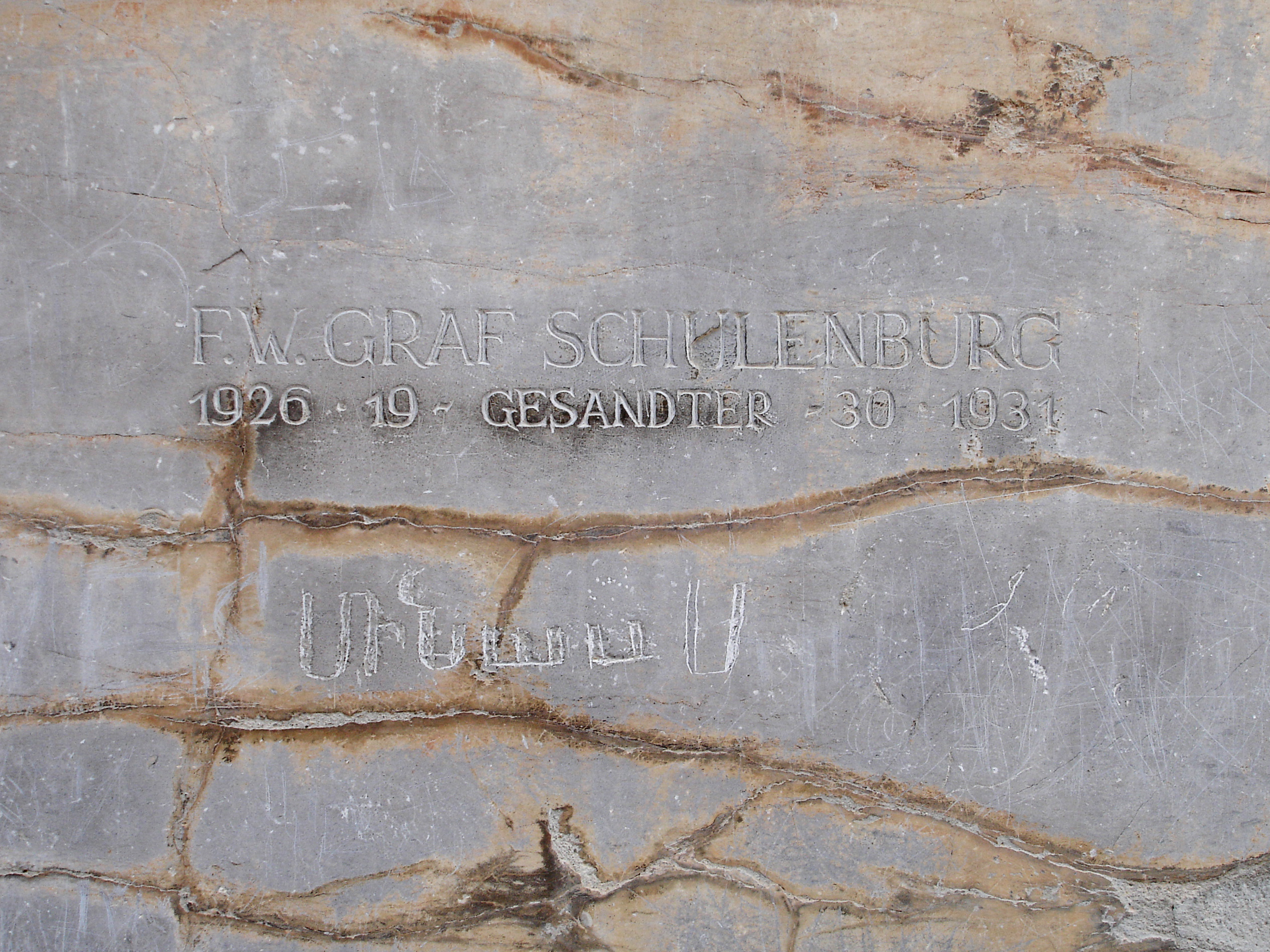
Памятная табличка у входа в древний иранский город Персеполь. Ф. В. граф Шуленбург. Посол. 1926*1930*1931

Начал карьеру государственного чиновника в правительстве Брауншвейга, с 1901 года поступил на консульскую службу в министерство иностранных дел. С 1903 года — вице-консул в генеральном консульстве в Барселоне. Затем находился на аналогичных постах в Праге и Неаполе, с 1906 года — в Варшаве, входившей тогда в состав Российской империи. С 1911 года — консул в Тифлисе (ныне Тбилиси).
В начале Первой мировой войны вернулся в Германию и поступил на военную службу в чине капитана резерва в артиллерийский полк. После битвы на Марне (1914) назначен командиром артиллерийской батареи. В 1915 году — германский офицер связи в турецкой армии  в городе Эрзеруме, участвовал в организации «Грузинского легиона», в который входили добровольцы-грузины, воевавшие против России. В 1917 году возглавлял германскую консульскую службу в Бейруте и Дамаске.
В 1918 году был направлен в Грузинскую демократическую республику в составе германской делегации участвовал в переговорах с социал-демократическим («меньшевистским») правительством, сыграл значительную роль в подготовке грузино-германского договора, гарантирующего независимость Грузии.
В 1918 году официально представлял Германию в Грузинской демократической республике. После окончания войны был интернирован английскими оккупационными властями на острове Бююкада, в 1919 году вернулся на родину и занял пост советника министерства иностранных дел. За военные заслуги в период Первой мировой войны был награждён Железным крестом.
В 1922—1931 годах был послом в Тегеране. В качестве посла он трижды посетил древний иранский город Персеполь, о чём сохранилась памятная табличка. В 1931—1934 годах был послом в Бухаресте.

## Посол в Москве
В 1934 году был назначен послом Германии в Москве. Его первоначальное одобрение прихода Гитлера к власти (выразившееся, в частности, во вступлении Шуленбурга в НСДАП) вскоре сменилось неприятием политики нацистов. Был одним из инициаторов германо-советского политического сближения в 1939 году. Был сторонником внешнеполитического курса Отто фон Бисмарка, который считал, что двумя самыми большими ошибками внешней политики Германии могут стать война на два фронта и война с Россией. Выступал за сотрудничество Германии и Советского Союза. Участвовал в заключении германо-советского пакта о ненападении от 23 августа 1939 года, а также договора о дружбе и границе от 28 сентября 1939 года.
По воспоминаниям Густава Хильгера, служащего посольства в то время: «Внутри посольства Третий рейх ощущался мало. В кадровом составе на первых порах никаких изменений не произошло. К счастью, ни посол Надольный, ни его преемник граф Шуленбург не были истинными нацистами, а посему и не требовали от персонала посольства доказательств лояльности к правящему режиму. Шуленбург даже не давал себе труда самому писать речи, которые он должен был произносить в официальных случаях (таких, например, как „День рождения фюрера“), а поручал партийному старосте подготовить подходящий текст, который потом зачитывал со скучающим видом».

### Деятельность в 1941 году
Выступал против войны с Советским Союзом, в 1941 году прилагал усилия для того, чтобы её предотвратить. Сообщал в Берлин, что Советский Союз имеет сильную армию и огромные индустриальные ресурсы. В мае 1941 года трижды встречался с находившимся в Москве советским полпредом в Берлине Владимиром Деканозовым. В ходе первой встречи, состоявшейся 5 мая, предупредил своего собеседника о грядущей войне. Так, в публикации историка Г. А. Куманёва «22-го; на рассвете…» («Правда», 22 июня 1989) приводится следующая фраза Шуленбурга со ссылкой на члена Политбюро ЦК ВКП(б) Анастаса Микояна: 

Господин посол, может, этого ещё не было в истории дипломатии, поскольку я собираюсь вам сообщить государственную тайну номер один: передайте господину Молотову, а он, надеюсь, проинформирует господина Сталина, что Гитлер принял решение 22 июня начать войну против СССР. Вы спросите, почему я это делаю? Я воспитан в духе Бисмарка, а он всегда был противником войны с Россией…
В опубликованном тексте мемуаров Микояна изложение этой истории выглядит так: «Шуленбург довёл до сведения Деканозова, что в ближайшее время Гитлер может напасть на СССР, и просил передать об этом Сталину».

В сохранившемся отчёте о встрече (в которой также участвовали советник германского посольства Хильгер и заведующий Центральноевропейским отделом Наркоминдела Павлов) нет информации о выдаче Шуленбургом государственной тайны. Однако посол, видимо, действительно вышел за рамки своих обязанностей. В своей книге «Миф „Ледокола“: Накануне войны» профессор Габриэль Городецкий пишет: 

…пригласив Деканозова на завтрак 5 мая 1941 года, он в беседе с ним поставил вопрос о критическом состоянии отношений двух стран. Слухи о предстоящей войне между ними являются, по мнению Шуленбурга, «взрывчатым веществом» и их надо пресечь, «сломать им острие». На вопрос Деканозова, откуда идут слухи, он ответил, что источник сейчас не имеет значения. «Со слухами надо считаться, как с фактом». Как это сделать, он пока не думал. В ходе беседы Шуленбург несколько раз подчеркивал, что ведёт эту беседу «в частном порядке». Он предложил встретиться ещё раз, чтобы обсудить этот вопрос.
По сути дела, Шуленбург сообщил своему советскому визави о возможности начала военных действий, сделав это в максимально осторожной форме (со ссылками на некие слухи). Тем самым он хотел побудить советские власти сделать позитивные шаги в двусторонних отношениях, которые могли бы предотвратить начало военных действий. На последующих двух встречах (9 и 12 мая) обсуждались вопросы о характере таких шагов — в частности, Деканозов предложил опубликовать совместное коммюнике о том, что слухи о назревающем между двумя странами конфликте «не имеют под собой основания и распространяются враждебными СССР и Германии элементами». Шуленбург, в свою очередь, заявил, что Сталин мог бы направить письмо Гитлеру, в котором содержалось бы предложение выпустить данное коммюнике. Однако это предложение так и не было принято.
По мнению известного советского разведчика Павла Судоплатова, советское руководство считало, что Шуленбург действует по заданию влиятельных германских политических кругов, которые предпримут дальнейшие действия по улучшению двусторонних отношений. Привыкший, что высокопоставленные советские дипломаты не предпринимают самостоятельных шагов в общении с зарубежными коллегами, Сталин не мог представить себе, что Шуленбург способен на личную инициативу в столь принципиальном вопросе. В этой ситуации Сталин не стал первым обращаться с письмом к Гитлеру, хотя и предпринял ряд действий, которые, по его мнению, могли быть позитивно восприняты в Берлине. Так, 8 мая 1941 года СССР официально разорвал отношения с оккупированными Бельгией, Норвегией и Югославией. В то же время Гитлер к маю 1941 года уже принял принципиальное решение о начале войны против СССР. Таким образом, личная инициатива Шуленбурга (поддержанная другим сторонником развития германо-советских отношений, советником посольства Хильгером) не могла привести к желаемым результатам.
В ночь на 22 июня 1941 года Шуленбург получил из Берлина телеграмму с текстом ноты об объявлении войны Советскому Союзу. В половине шестого утра, через два часа после начала военных действий, он был принят в Кремле и вручил ноту наркому иностранных дел СССР Вячеславу Молотову. По словам самого В. М. Молотова, Шуленбург явился раньше, около полтретьего, но не позже 3 часов утра. На это время указывает также историк Анатолий Уткин.

 Советник германского посольства Хильгер потом записал: «Мы распрощались с Молотовым молча, но с обычным рукопожатием». Переводчик советской стороны Павлов записал, что Шуленбург от себя лично добавил, что считает решение Гитлера безумием. — Проф. Абдулхан Ахтамзян

## Последние годы жизни, заговор и гибель

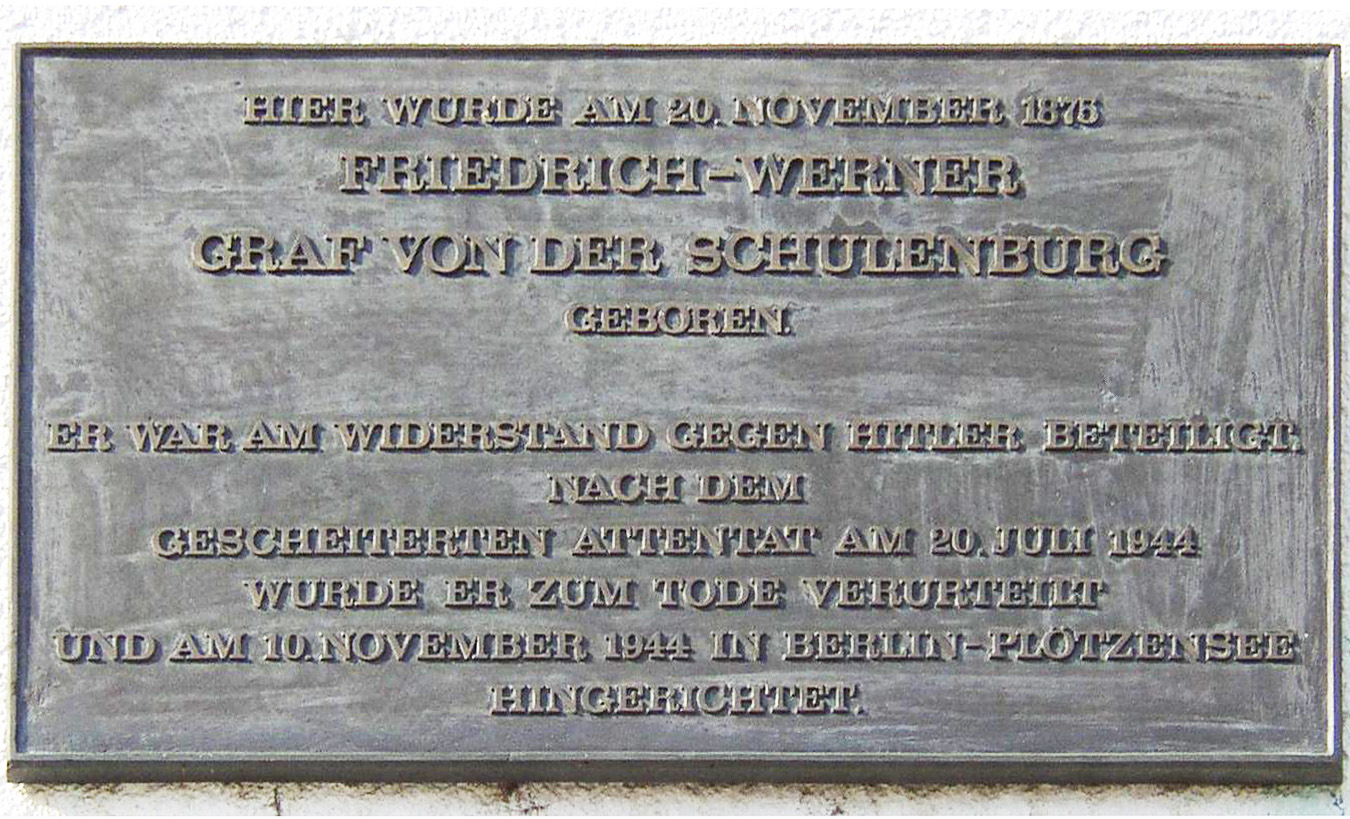
Мемориальная доска в городе Кемберг

После начала Великой Отечественной войны Шуленбург со всем штатом посольства был интернирован и затем через Турцию передан немецкой стороне в обмен на советских дипломатов. Остался на дипломатической службе, хотя и не получил нового значимого назначения (он возглавил так называемый «Русский комитет»).
Был причастен к заговору против Гитлера. Рассматривался участниками антигитлеровской оппозиции в качестве возможного кандидата на пост министра иностранных дел (наряду с Ульрихом фон Хасселем). Выражал желание перейти через линию фронта, чтобы от имени заговорщиков договориться с СССР о прекращении войны.
В донесениях гестапо Борману и Гитлеру — так называемых донесениях Кальтенбруннера — указывается: план противников Гитлера использовать Шуленбурга для контактов с Советским Союзом возник в конце декабря 1942 года. Осенью 1943 года была предпринята попытка добиться поддержки этого плана у Гёрделера, но тот ответил отказом. В сообщении Кальтенбруннера, которое цитирует в своей книге «Заговор 20 июля 1944 года в Германии. Причины и следствия» Д. Е. Мельников, об этом говорится следующее: «Осенью 1943 года Гёрделер и фон Тресков имели беседу о возможности переправить бывшего посла Шуленбурга через германские линии на Восточном фронте. Мысли, которые развивал фон Тресков, заключались примерно в следующем. Шуленбург — один из тех немногих немцев, которые лично знают Сталина. Он должен вновь завязать с ним связь. Если Шуленбург придет к соглашению со Сталиным, то путем военной акции должен быть совершен переворот в Германии…». Шуленбург всегда выступал против войны с Советским Союзом. Нет сомнения, что этот план соглашения о мире с Советским Союзом в таком виде был сформулирован фон Тресковым. На допросах в Гестапо Шуленбург признался, что был согласен с этим планом, который, однако, потерпел неудачу из-за нерешительности некоторых высокопоставленных военачальников, у которых не хватило смелости оказать группе немецких противников Гитлера обещанную ранее поддержку. Кроме того, Шуленбург дал заговорщикам согласие занять после свержения Гитлера пост министра иностранных дел в новом правительстве Германии.
10 ноября 1944 года Вернер фон дер Шуленбург был казнён через повешение в тюрьме Плётцензее.

## Киновоплощения
- Роберт Фишер — «Миссия в Москву» (США, 1943)
- Йозеф Барта — «Битва за Москву» (СССР, 1985)
- Юрий Маслак — «Власик. Тень Сталина» (Россия, 2015)
- Никита Астахов — «Начальник разведки» (Россия, 2022)